# Miguel Velázquez Climent
Miguel Velazquez Climent fue un noble castellano que ocupó los cargos de protonotario del Reino de Aragón y consejero de Fernando el Católico y de su hija Juana I de Castilla.
Fue hijo de Felipe Climent, criado de Fernando el Católico y secretario y protonotario del Reino de Aragón, y de Catalina Velázquez de Castro, dama de Isabel la Católica, hija de Fernán Velázquez de Cuéllar, Virrey de Sicilia y jefe de la Casa de Velázquez de Cuéllar. En el año 1500 su padre se retiró del servicio real, sucediéndole en el cargo de protonotario
Fue padre de Miguel Climent, que fue nombrado en las Cortes de Monzón de 1533 para el cargo de protonotario.